# Lene Lund Høy Karlsen
Lene Lund Høy Karlsen; wcześniej Nielsen (ur. 8 czerwca 1979 roku w Ørbæk), duńska piłkarka ręczna, wielokrotna reprezentantka kraju. Gra na pozycji obrotowej. Obecnie występuje w duńskim Viborg HK.

## Sukcesy
- mistrzostwo Danii:  2006, 2008, 2009
- brązowy medal mistrzostw Danii:  2003
- Puchar Danii:  2006, 2007, 2008
- zwycięstwo w Lidze Mistrzyń:  2008, 2009